# Simone Bastien
Pour les articles homonymes, voir Bastien.
Simone Bastien, née le 8 février 1921 à Reims (France), morte le 16 novembre 2006 à Quetigny, est une résistante communiste française.

## Biographie
Simone Bastien naît le 8 février 1921 à Reims dans la Marne. Elle est la fille aînée de Louis Bastien, ouvrier rémois revenu gazé de la Première Guerre mondiale, et de Lucie Larue, couturière.
Lorsque son père meurt en 1935, elle a quatorze ans et se met à travailler dans une biscuiterie pour subvenir aux besoins de sa famille. L'année suivante, elle adhère aux Jeunesses communistes et prend part à la campagne pour les élections législatives. Elle aide ensuite les républicains espagnols et adhère en 1938 au parti communiste.
Au début de la Seconde Guerre mondiale, elle s'établit en région parisienne et travaille à Courbevoie dans une manufacture d'armes. Elle retourne à Reims en septembre 1940, essaye de rétablir les liens avec les organisations communistes, et remet sur pied son groupe de jeunesses communistes. Mais son groupe est démantelé le 22 janvier 1941, elle-même est arrêtée et condamnée à huit mois de prison pour avoir enfreint le décret sur la dissolution du parti communiste. Emprisonnée à la Petite Roquette puis à la prison de Fresnes, elle est transférée à la prison centrale de Rennes, où elle est détenue jusqu'à sa libération en septembre 1941. Elle retourne alors temporairement à Reims et dans sa région. 
Chargée au début de 1942 d'organiser les Jeunesses communistes en Bretagne, elle part en avril 1942 pour le Finistère. Parcourant le département, elle organise des groupes à Brest, Morlaix, Quimper et Concarneau. Elle prend part à des manifestations patriotiques, notamment à Brest le 14 juillet 1942.
Elle rejoint ensuite les Côtes-du-Nord, où elle s'occupe encore de l'organisation et du recrutement pour les Jeunesses communistes. Elle est en lien avec les principaux responsables communistes départementaux. À cause de la traîtrise de l'un d'entre eux, elle est arrêtée à Guingamp le 5 août 1943 par la police anti-communiste, et blessée par balle au cours de son arrestation.
Simone Bastien est emprisonnée plusieurs mois à Rennes, puis transférée à Romainville, d'où elle part le 6 juin 1944 dans un convoi de déportation vers l'est. Elle arrive au camp de concentration de Ravensbrück, puis elle est affectée au kommando de Leitmeritz, qui dépend du camp de Flossenbürg. Évacuée avec les autres déportées vers la Tchécoslovaquie, elle y est libérée le 10 mai 1945 par les Alliés.
Après la guerre, elle épouse un autre ancien déporté, Guy Lecrux. Devenue veuve, Simone Lecrux s'installe en Côte-d'Or. Elle occupe des responsabilités au sein de l'Association nationale des anciens combattants de la Résistance, et reste membre du parti communiste. Elle meurt le 16 novembre 2006 à Quetigny.

## Distinctions
- Officier de la Légion d'honneur[Quand ?]
- Croix de guerre 1939–1945
- Médaille de la Résistance française (décret du 3 juillet 1946)[3]
- Combattant volontaire de la Résistance
- Médaille de la déportation pour faits de Résistance